# Tu viện Samye
Chùa Samye (Samye monastery) nằm dưới chân núi thiêng Ha Bất Nhật khu Sơn Nam, là ngôi tự viện đầu tiên độ Tăng xuất gia, là ngôi tự viện đầu tiên có đầy đủ Phật – Pháp – Tăng Tam bảo tại Tây Tạng.
Kiến trúc chùa được lấy mẫu theo ngôi Bảo sái Ô Đạt Ba, Ấn Độ cổ đại do vua Bà La vương triều Ba Kiệt Đà xây dựng. Chùa SamYe do đại sư Liên Hoa Sinh chủ trì xây dựng vào năm 762 , trải qua 12 năm mới hoàn thành. Nguồn gốc tên chùa theo truyền rằng, Tạng vương Xích Tùng Đức Tán bấy giờ sốt ruột muốn nhìn thấy thành quả xây dựng, đại sư Liên Hoa sinh bèn vận thần thông, từ bàn tay ngài bay lên hư không hình ảnh ngôi chùa tương lai, Tạng vương kinh ngạc trước kỳ quan bèn thốt lên: "Samye!" (Ôi, thật quá sức tưởng tượng), nên ngôi bảo sái sau khi hoàn thành lấy luôn tên là Samye, ngoài ra, chùa còn có tên là Tam Tường.
Khi hành hương đến đây, ngoài việc lễ Phật và chiêm bái thánh tích, chúng ta còn được thưởng lãm một bức tranh thangka có nội dung truyền thuyết người Tạng – sự kết hợp giữa nữ La sát và Thần hầu.